# Digital Female Leader Award
Der Digital Female Leader Award, abgekürzt mit #DFLA, ist  ein Award für Frauen in der Digitalwirtschaft in Deutschland und wird seit 2018 jährlich an Gewinnerinnen aus Wirtschaft, Politik oder Gesellschaft verliehen.
Mit dem Award sollen  Frauen ausgezeichnet werden, die Projekte und Ideen im Bereich Digitalisierung vorantreiben. Außerdem steht bei der Preisverleihung im Vordergrund, die Frauen und ihre persönlichen Geschichten sichtbar zu machen.
Der #DFLA ist eine Initiative der Global Digital Women GmbH, ein Beratungs- und Netzwerkunternehmen, welches von Tijen Onaran gegründet wurde und geleitet wird.
Der Preis wird in den Kategorien wie Aufsteigerinnen, Beauty & Lifestyle, Digital Leadership, Digital Transformation, Diversity, E-Commerce/Retail, Finance, Food & Beverages, Future of Energy, Global Shero, Health, Innovation, IT-Tech, Media/Communication, Mobility, Beauty & Lifestyle, New Work, Social Shero und Sustainability vergeben, wobei in jeder Kategorie jeweils eine Gewinnerin von der Jury gekürt wird. Jede Kategorie wird von einem  Partnerunternehmen gesponsert, dazu zählen  Unternehmen wie  Amazon, OTTO oder die Telekom.

## Audience Award
Mit dem Audience Award wird zusätzlich immer ein Award vergeben, bei dem die Community und generell Menschen außerhalb der Jury zwei Wochen lang für eine Gewinnerin abstimmen können.

## Jury
Die Jury setzt sich jedes Jahr aus Persönlichkeiten aus unterschiedlichen Branchen mit unterschiedlicher fachlicher Expertise zusammen. Zu den Jurymitgliedern zählten unter anderem Brigitte Zypries, ehemalige Bundeswirtschaftsministerin, Janina Kugel, ehemaliges Vorstandsmitglied bei Siemens, und Sylvia List von der NTT Group.

## Bewerbung
Für den Preis können Frauen sich während der Bewerbungsphase  entweder selbst bewerben oder von anderen nominiert werden.

## Auszeichnungen

### 2018
Im Jahr 2018 gab es 420 Bewerbungen aus 17 Ländern. Insgesamt 21 Jurymitglieder haben 11 Gewinnerinnen gekürt. Die Preisverleihung wurde von Siemens gehostet und von weiteren 22 Partnerunternehmen unterstützt und gesponsert. Für den Audience Award konnten 35.000 Stimmen gezählt werden.
| Kategorie        | Partnerunternehmen     | Gewinnerin                 |
| ---------------- | ---------------------- | -------------------------- |
| Career           | OTTO                   | Devina Pasta               |
| Diversity        | Telekom                | Lone Aggersbjerg           |
| Entrepreneurship | Amazon                 | Darya Yegorina             |
| Money            | comdirect              | Susanne Krehl              |
| Global Hero      | Telefonica Deutschland | Iwani Mawocha              |
| IT-Tech          | Accenture              | Kenza Ait Si Abbou Lyadini |
| Lifestyle        | brands4friends         | Sema Gedik                 |
| Mobility         | DB digital             | Doris Holler-Bruckner      |
| Social Hero      | Klöckner & Co          | Nina Toller                |
| Science          | Sanofi                 | Véronica Díez Díaz         |
| Audience         | Fujitsu                | Jasmin Schreiber           |

### 2019
Im Jahr 2019 sind 740 Bewerbungen aus 19 Ländern für die Preisverleihung eingegangen. Die 31 Jurymitglieder haben 20 Gewinnerinnen ausgewählt. Die Deutsche Telekom war in diesem Jahr der Host der Veranstaltung und zusätzlich 19 Partnerunternehmen waren engagiert. Der Audience Award wurde mit 40.000 Stimmen entschieden.
| Kategorie              | Partnerunternehmen | Gewinnerin                       |
| ---------------------- | ------------------ | -------------------------------- |
| Career                 | pwc                | Stephanie Züllig                 |
| Digital Transformation | Payback            | Claudia Hobohm                   |
| Diversity              | Fujitsu            | Patrizia Laeri                   |
| Entrepreneurship       | Amazon             | Michelle Skodowski               |
| Fintech/Money          | comdirect          | Carolin Gabor                    |
| Global Hero            | Telefonica         | Jessica Espinoza                 |
| Health                 | Bayer              | Hanna Jakob & Mona Späth         |
| Innovation             | Free Now           | Anna Franziska Michel            |
| IT-Tech                | Accenture          | Anna Iarotska                    |
| Lifestyle              | brands4friends     | Jenni Baum-Minkus                |
| Mobility               | DB Bahn            | Angelika Kneidl                  |
| New Work               | Telekom            | Katharina Krentz                 |
| Social Hero            | Klöckner & Co      | Dagmar Hirche                    |
| Education              | -                  | Lindiwe Matlali                  |
| Science                | BearingPoint       | Corina Sas                       |
| Sustainability         | Wintershall dea    | Eva Neugebauer & Juliane Willing |
| Audience               | DHL Consulting     | Lena Immel                       |

### 2020
Über 800 Bewerbungen aus 19 Ländern sind im Jahr 2020 für den Award eingetroffen. Die Jury bestand aus 25 Mitgliedern und es wurden 18 Gewinnerinnen gekürt. Als Host der Verleihung trat in diesem Jahr die Deutsche Bahn ein und weitere 17 Partnerunternehmen als Sponsoren. Die Anzahl an abgegebenen Stimmen für den Audience Award lag in diesem Jahr bei 45.000.
Aufgrund der Pandemie konnte die Preisverleihung nicht wie die Jahre zuvor stattfinden. Auch die alternativ angesetzte Journey to Diversity, bei der die Gewinnerinnen persönlich bereist und gekürt werden sollten, wurde abgesagt und letztendlich komplett im digitalen Rahmen durchgesetzt.
| Kategorie              | Partnerunternehmen          | Gewinnerin              |
| ---------------------- | --------------------------- | ----------------------- |
| Career                 | pwc                         | Pamela Mkhize           |
| Digital Transformation | Fujitsu                     | Phanthian Zuesongdham   |
| Diversity              | Telekom                     | Wiebke Ankersen         |
| Entrepreneurship       | Hauck & Aufhäuser           | Janina Mütze            |
| Fintech/Money          | comdirect                   | Christine Kiefer        |
| Global Hero            | NTT DATA                    | Mali M Baum             |
| Health                 | P&G                         | Raman Saggu             |
| Innovation             | Amazon                      | Sibongile Mongadi       |
| IT-Tech                | Accenture                   | Anke Odrig              |
| Legal                  | Clifford Chance             | Leah Molatseli          |
| Lifestyle              | comma                       | Stella-Oriana Strüfing  |
| Mobility               | DB Bahn                     | Carolin Holland         |
| New Work               | Axa                         | Helia Burgunder         |
| Social Hero            | Klöckner & Co               | Anna-Lena von Hodenberg |
| Sheroes                | Philip Morris International | Sibylle Heinemann       |
| Education              | Oliver Wyman                | Verena Pausder          |
| Sustainability         | Vodafone                    | Hannah Helmke           |
| Audience               | DHL Consulting              | Laura Lewandowski       |

### 2021
2021 sind für den Award 860 Bewerbungen aus 41 Ländern weltweit eingetroffen. Eine Jury von 30 Mitgliedern hat die insgesamt 20 Gewinnerinnen, davon 2 Gewinnerinnen-Paare, ausgewählt. Host der Veranstaltung war wie im Jahr zuvor die Deutsche Bahn und 17 Partnerunternehmen, die sich ebenfalls beteiligten. Insgesamt 40.000 Menschen stimmten für die Gewinnerin des Audience Award ab.
Trotz andauernder Pandemie konnte in diesem Jahr eine Journey to Diversity stattfinden und die Gewinnerinnen in 9 Städten von den Partnerunternehmen und Jurymitgliedern bereist werden.
| Kategorie              | Partnerunternehmen          | Gewinnerin                                    |
| ---------------------- | --------------------------- | --------------------------------------------- |
| Career                 | pwc                         | Ursula Mühle                                  |
| Digital Leadership     | Telekom                     | Nancy Wang                                    |
| Digital Transformation | Fujitsu                     | Anna Weber                                    |
| Diversity              | DHL Consulting              | Olaolu Fajembola & Tebogo Niminde-Dundadengar |
| Entrepreneurship       | Hauck & Aufhäuser           | Antonia Schein & Amanda Maiwald               |
| Fintech/Money          | finanz-heldinnen            | Salome Preiswerk                              |
| Global Hero            | NTT DATA                    | Julia Stamm                                   |
| Health                 | Gothaer                     | Ursula Wolf                                   |
| Innovation             | Amazon                      | Dana von der Heide                            |
| IT-Tech                | Accenture                   | Katharina Schüller                            |
| Legal                  | Clifford Chance             | Alisha Andert                                 |
| Lifestyle              | Global Digital Women        | Maria Spilka                                  |
| Mobility               | DB Bahn                     | Lelia König                                   |
| New Work               | DATEV                       | Daniela Steens                                |
| Purpose Communications | P&G                         | Anne Kriesel                                  |
| Social Hero            | Klöckner & Co               | Freda Katunda                                 |
| Sustainability         | Telefonica                  | Katharina Schmidt                             |
| Audience               | Philip Morris International | Florentine Kleemann                           |

### 2022
Der Award wurde jeweils vor or in der Journey to Diversity verliehen. Am 1. Oktober fand im Rahmen des Awards eine große Netzwerkveranstaltung in Karlsruhe statt.
| Kategorie               | Partnerunternehmen          | Gewinnerin                    |
| ----------------------- | --------------------------- | ----------------------------- |
| Aufsteigerinnen         | pwc                         | Mina Saidze                   |
| Beauty & Lifestyle      | Lancome                     | Jen Martens                   |
| Civil Rights & Politics | Philip Morris International | Zarah Bruhn                   |
| Digital Leadership      | BCG Platinion               | Sunnie Groeneveld             |
| Digital Transformation  | Fujitsu                     | Madeleine Heuts               |
| Diversity               | ACI Diversity Consulting    | Tanja Schmidt & Verena Tobsch |
| E-Commerce / Retail     | Amazon                      | Maria Möller & Laura Mohn     |
| Entrepreneurship        | Hauck & Aufhäuser           | Sylvia Makario                |
| Finance                 | Solarisbank                 | Marielle Schäfer              |
| Future of Energy        | EnBW                        | Christine Prauschke           |
| Global Shero            | NTT DATA                    | Maha Hosain Aziz              |
| Health                  | Gothaer Versicherungsbank   | Nora Sommer                   |
| Innovation              | Datev                       | Julia Freudenberg             |
| IT-Tech                 | Accenture                   | Dajana Eder                   |
| Mobility                | DB Bahn                     | Sophia Rödiger                |
| New Work                | Atruvia                     | Julia Kirsch                  |
| Social Shero            | P&G                         | Katja Urbatsch                |
| Sustainability          | CWS International           | Katharina Unger               |

### 2023
Der Digital Female Leader Award wurde am 23. September 2023 in Karlsruhe überreicht.
| Kategorie              | Partnerunternehmen                  | Gewinnerin                              |
| ---------------------- | ----------------------------------- | --------------------------------------- |
| Aufsteigerinnen        | pwc                                 | Zamina Ahmad                            |
| Beauty & Lifestyle     |                                     | Estefania Lang & Alice Martin           |
| Digital Leadership     |                                     | Svenja Kempf                            |
| Digital Transformation | Fujitsu                             | Ira Stoll                               |
| Diversity              | ACI Diversity Consulting            | Luca Larbi & Irene Aniteye              |
| E-Commerce / Retail    | Amazon                              | Evoléna de Wilde D’Estmael              |
| Finance                | Solarisbank                         | Franziska Reh                           |
| Food & Beverages       |                                     | Vanessa Westphal                        |
| Future of Energy       | EnBW Energie Baden-Württemberg EnBW | Wiebke Lüke                             |
| Global Shero           | NTT DATA                            | Lea Eberle & Annabella Bassler          |
| Health                 | Gothaer Versicherungsbank           | Barbara Stegmann                        |
| Innovation             | Datev                               | Lisa König                              |
| IT-Tech                |                                     | Ada Nduka Oyom                          |
| Media / Communication  |                                     | Luise Lange-Letellier                   |
| Mobility               | DB Bahn                             | Christina Diem-Puello                   |
| New Work               |                                     | Anika Schmidt & Lena Pieper             |
| Social Shero           | P&G                                 | Annett-Katrin Wohlgemuth & Sigrid Egner |
| Sustainability         |                                     | Susanne Grohs-von Reichenbach           |